# Arborophila sumatrana
Arborophila sumatrana là một loài chim trong họ Phasianidae. Chúng sinh sống trong rừng cao nguyên ở trung tâm Sumatra, Indonesia. Đôi khi chúng được xem là một phân loài của gà so ngực xám (A. orientalis).